# Forår i Hals
Forår i Hals, er et oliemaleri på lærred udført i 1892 af L.A. Ring.
I forsommeren 1892 rejste Ring til Nordjylland og besøgte byerne Hals, Dronninglund og Voerså. Endvidere rejste han til Kandestederne for at besøge Niels Pedersen Mols og videre til Skagen for at besøge Anna og Michael Ancher. Ring fik ikke malet motiver fra Skagen, men et par billeder fra Hals og et fra Voerså, hvilket han skriver i et brev til Johanne Wilde.
Maleriet viser en ældre mand bevæge sig gennem byen med to krykker. Bag ham ses to unge piger på en bro over bækken. Ring viser forår og ungdom kontra den ældre mands kamp for tilværelsen. Mandens gang er formentlig inspireret af Pieter Bruegel den ældres Parablen om de blinde fra 1568, hvilket Ring kopierede i 1894 på en rejse i Italien.